# Raphael Rossi
Raphael Rossi (Campinas, 1990. július 25. –) brazil labdarúgó, a lengyel Radomiak hátvédje.

## Pályafutása
Rossi a brazíliai Campinas városában született. Az ifjúsági pályafutását a Guarani, a Paulínia, a Corinthians és a Cruzeiro csapatában kezdte, majd a Vitória akadémiájánál folytatta.
2010-ben mutatkozott be a Porto Alegre felnőtt keretében. 2011-ben az angol Brighton & Hove Albion szerződtette, ám a klubnál egy mérkőzésen sem lépett pályára. 2012 és 2017 között a Whitehawk és a Swindon Town csapatánál szerepelt. 2017-ben a portugál Boavistához igazolt. Először a 2017. augusztus 20-ai, Marítimo ellen 1–0-ra elvesztett mérkőzésen lépett pályára. Első gólját 2017. augusztus 27-én, a Aves ellen 1–0-ra megnyert találkozón szerezte meg. 2018-ban a svájci Sion csapatához csatlakozott. 2018. július 22-én, a Lugano ellen 2–1-es vereséggel zárult bajnokin debütált. A 2020–21-es szezon második felében a Radomiaknál szerepelt kölcsönben.
2021. július 24-én hároméves szerződést kötött a lengyel első osztályban érdekelt Radomiak együttesével. Először a 2021. július 31-én, a Legia Warszawa ellen 3–1-re megnyert mérkőzés 24. percében, Gonçalo Silva cseréjeként lépett pályára. Első gólját 2021. november 22-én, a Zagłębie Lubin ellen 2–0-ás győzelemmel zárult találkozón szerezte meg.

## Statisztikák
2023. február 25. szerint
| Klub                  | Szezon   | Osztály            | Bajnokság | Bajnokság | Kupa és Ligakupa | Kupa és Ligakupa | Nemzetközi | Nemzetközi | Összesen | Összesen |
| Klub                  | Szezon   | Osztály            | Meccs     | Gól       | Meccs            | Gól              | Meccs      | Gól        | Meccs    | Gól      |
| --------------------- | -------- | ------------------ | --------- | --------- | ---------------- | ---------------- | ---------- | ---------- | -------- | -------- |
| Swindon Town          | 2013–14  | League One         | 15        | 0         | 1                | 0                | —          | —          | 16       | 0        |
| Swindon Town          | 2014–15  | League One         | 30        | 3         | 0                | 0                | —          | —          | 30       | 3        |
| Swindon Town          | 2015–16  | League One         | 36        | 1         | 3                | 0                | —          | —          | 39       | 1        |
| Swindon Town          | 2016–17  | League One         | 34        | 2         | 3                | 1                | —          | —          | 37       | 3        |
| Swindon Town          | Összesen | Összesen           | 115       | 6         | 7                | 1                | 0          | 0          | 122      | 7        |
| Boavista              | 2017–18  | Primeira Liga      | 30        | 3         | 0                | 0                | —          | —          | 30       | 3        |
| Sion                  | 2018–19  | Swiss Super League | 10        | 1         | 0                | 0                | —          | —          | 10       | 1        |
| Radomiak (kölcsönben) | 2020–21  | I Liga             | 16        | 1         | 1                | 0                | —          | —          | 17       | 1        |
| Radomiak              | 2021–22  | Ekstraklasa        | 32        | 2         | 0                | 0                | —          | —          | 32       | 2        |
| Radomiak              | 2022–23  | Ekstraklasa        | 20        | 2         | 2                | 0                | —          | —          | 22       | 2        |
| Radomiak              | Összesen | Összesen           | 68        | 5         | 3                | 0                | 0          | 0          | 71       | 5        |
| Összesen              | Összesen | Összesen           | 223       | 15        | 10               | 1                | 0          | 0          | 233      | 16       |

## Sikerei, díjai
Radomiak
- I Liga
  - Feljutó (1): 2020–21